# Wertgleiche Anwartschaft
Wertgleiche Anwartschaft ist ein Begriff aus dem deutschen Betriebsrentengesetz (BetrAVG).

## Definition
Das Betriebsrentengesetz (BetrAVG) definiert in § 1 Abs. 2 Nr. 3 den Begriff „Entgeltumwandlung“ so, dass künftige Gehaltsanteile in eine wertgleiche Anwartschaft auf Versorgungsleistungen umgewandelt werden.
Nach wie vor ist nicht abschließend geklärt, ob gezillmerte Verträge als wertgleich anzusehen sind.
Bei Verträgen, die die Entgeltumwandlung provisionsfrei durchführen und bei denen folglich zu jedem Zeitpunkt die Höhe der Beiträge zuzüglich der vereinbarten Zinsen exakt dem Wert der Anwartschaft entspricht, würde keiner der unten aufgeführten Kritikpunkte des Bundesarbeitsgerichtes greifen. Auch das Risiko des Arbeitgebers, Nachbesserungen vornehmen zu müssen, besteht nicht.

## Urteile von Arbeits- bzw. Landesarbeitsgerichten
Zu gezillmerten Tarifen gab es einige Urteile, die jedoch unterschiedlich ausfielen.
- Eine Kammer des Landesarbeitsgerichts München verneinte in seinem Urteil vom 15. März 2007 die Wertgleichheit.
- Das Arbeitsgericht Siegburg (27. Februar 2008), das Arbeitsgericht Elmshorn (5. August 2008) und das Landesarbeitsgericht Köln (13. August 2008) bejahten sie.

## Kriterien des Bundesarbeitsgerichts
Die endgültige Entscheidung darüber obliegt dem Bundesarbeitsgericht (BAG). Bisher hatte das BAG jedoch noch nicht über diese Frage zu entscheiden, sondern streifte das Thema lediglich in der Begründung des Urteils vom 15. September 2009 (3 AZR 17 /09). Sollte der zuständige Ruhegeldsenat des BAG in einem Rechtsstreit über „gezillmerte Verträge“ befinden müssen, tendiert er zu folgender Ansicht:
Zwar verstoße eine Zillmerung eher nicht gegen das Wertgleichheitsgebot nach § 1 Abs. 2 Nr. 3 BetrAVG, weil sonst ein zusätzliches Erfordernis für die Entgeltumwandlung geschaffen werde. Da der Gesetzgeber aber eine Förderung der Entgeltumwandlung mit ihren zusätzlichen Rechten für Arbeitnehmer beabsichtige, dürfe diese nicht zu eng gefasst werden. Andererseits spreche einiges dafür, dass bei gezillmerten Verträgen eine unangemessene Benachteiligung gemäß § 307 BGB (Inhaltskontrolle) vorliege.
Gründe im Einzelnen:
- „Ohne entsprechende Werthaltigkeit würde die Unverfallbarkeit ausgehöhlt.“ (Abschnitt Nr. 37)
- Bei einer betrieblichen Altersversorgung ist der Arbeitnehmer auch „Störfällen“ unterworfen wie z. B. einer Kündigung (Nr. 38)
- Auch der Wechsel aus eigenem Antrieb, der von Art. 12 GG geschützt sei, solle zu keiner Schlechterstellung führen (Nr. 38)
- Die vom Gesetzgeber ausdrücklich verbesserte Portabilitätsregelung in § 4 BetrAVG entfaltet ihre volle Wirkung nur dann, wenn eine „ausreichende Werthaltigkeit“ des übertragenen Anspruchs gegeben ist (Nr. 39)
- Ziel der Entgeltumwandlung ist es, eine „besonders gesicherte zusätzliche Altersversorgung aufzubauen“. Jegliche Einbuße behindert das Erreichen dieses Ziels. (Nr. 40)

## Vorläufiges Fazit des Bundesarbeitsgerichts
Bei gezillmerten Verträgen könne Angemessenheit wohl am ehesten erreicht werden, indem die regelmäßig anfallenden einmaligen Abschluss- und Vertriebskosten in Anlehnung an § 1 Abs. 1 Nr. 8 des Altersvorsorgeverträge-Zertifizierungsgesetzes auf fünf Jahre verteilt würden.
Ein Verstoß gegen § 307 BGB führe indes nicht zur Unwirksamkeit der Entgeltumwandlungsvereinbarung, die eine Nachzahlung von Arbeitsentgelt zur Folge hätte, sondern zur Erhöhung des Anspruchs aus der betrieblichen Altersversorgung.
Für die Differenz haftet jeweils der Arbeitgeber als Zusagender (AG-Urteil vom 17. Januar 2005, 19 Ca 3152/04).